# James Clavell
James Clavell, polno ime Charles Edmund Dumaresq Clavell, britansko-ameriški pisatelj, scenarist in režiser, * 10. oktober 1924, Sydney, Avstralija, † 7. september 1994, Vevey, Švica.
Kot mladenič se je med drugo svetovno vojno boril na Malajskem polotoku in padel v japonsko vojno ujetništvo, kar je navdihnilo njegovo kasnejše ustvarjanje. Najbolje je poznan po svoji Azijski sagi, seriji romanov in njihovih filmskih prireditev ter filmih kot je The Great Escape in To Sir, with Love.